# Janoš Terboč
Janoš Terboč ali Ivan Terboč (madžarsko Terbócs, ali Terbocs János) slovenski evangeličanski duhovnik, dekan murskosoboške cerkvene županije. Murska Sobota, ok. 1591? † Csepreg, o. junij, 1650.
Verjetno se je rodil v Murski Soboti, ni pa znano natanko kdaj, verjetno okoli 1591. Vpeljan je bil za dušnega pastira v Csepregu (severni del Železne županije), 5. maja 1616 pri Gornji Lendavi.

Leta 1625 je bil dekan Murske Sobote in njenega okraja. Terboč je bil eden od pisateljev knjige Formule Concordiae (Knjige soglasja). Leta 1627 je omenjen ob vizitaciji evangeličanske cerkve Slovenske okrogline (Prekmurje in Porabje) kot senior, enako 1628 na sinodi v Csepregu.
Madžarski tiskar Imre Farkas posveča enega svojih madžarskih knjižnih tiskov.